# Niepokalane Poczęcie kontemplowane przez Jana Ewangelistę
Niepokalane Poczęcie kontemplowane przez Jana Ewangelistę (Cudowne poczęcie) – obraz hiszpańskiego malarza pochodzenia greckiego Dominikosa Theotokopulosa, znanego jako El Greco.
Po raz pierwszy obraz został zaprezentowany przez niemieckiego uczonego Augusta Mayera w 1922 roku. Wcześniej odkrył go w kościele parafialnym San Roman w Toledo, gdzie zachowała się oryginalna pozłacana rama prawdopodobnie zaprojektowana również przez El Greca. Zły stan obrazu był przyczyną, dla której nie został wcześniej odkryty i pominięty w pierwszym katalogu dzieł El Greca sporządzonego przez Manuela Cossio w 1908 roku.

## Geneza obrazu
Obraz powstał kilka lat po pojawieniu się EL Greca w Hiszpanii. Jest utrzymany w typowym hiszpańskim stylu barokowym. Temat obrazu był bardzo nowatorski w twórczości El Greca, bazował na elementach ikonografii maryjnej, które w szesnastym wieku odgrywały bardzo ważną rolę. Postać Maryi, po soborze trydenckim, stała się bardzo popularna zwłaszcza w ujęciu jej niepokalanego poczęcia, koncepcji odrzuconej przez protestantyzm. Kontrreformacja nadała Marii status orędowniczki wiernych pomiędzy Bogiem a człowiekiem.

## Opis obrazu
Maryja została ukazana w centrum obrazu, w towarzystwie cherubinów i aniołów grających na różnych instrumentach. Jej twarz jest wyidealizowana, a złożone ręce nadają jej pobożny wygląd. Wzrok Marii skierowany jest gdzieś w bok: wydaje się być zamyślona, jakby wiedziała o swojej przyszłej roli. Ubrana jest w niebieski płaszcz i czerwoną tunikę. Poprzez delikatny ruch ciała i głowy w lewą stronę artysta nadaje wrażenie ruchu, dynamiczności. Taki zabieg występuje w kolejnych wersjach Niepokalanego Poczęcia. Nad jej głową znajduje się gołąbek, symbol Ducha Świętego. U jej stóp widać kilka główek aniołków, które unoszą Marię niczym bańkę do góry.
W dolnej części obrazu El Greco umieszcza Jana Ewangelistę odwróconego tyłem do widza, a zwróconego w stronę wyobrażonej przez siebie postaci Matki Bożej. Jego postać przypomina te tworzone przez Michała Anioła. Jan wskazuje na Marię pragnąc nawiązać z nią kontakt wzrokowy. Pozostała dolna część obrazu wypełniona jest maryjnymi symbolami: liliami, różami, świątynią, księżycem, które w całości tworzą spójny krajobraz i które nawiązują do Pieśni nad Pieśniami.
Obraz był inspiracją do późniejszego dzieł El Greca powstałych u schyłku jego życia: Wniebowzięcie Matki Boskiej (obraz El Greca z 1613) oraz Wniebowzięcie Matki Boskiej z Thyssen-Bornemisza Museum.